# 김은아 (KBS 성우)
김은아(1969년 3월 21일 ~ )는 대한민국의 성우이다. 1990년 KBS에 입사했으며, 현재는 KBS 22기이다. 한국방송 성우극회 소속.

## KBS

### TV 애니메이션
- 고스트 바둑왕 (KBS) - 김한별
- 그레이트 다간 (KBS) - 윤지혜, 레이디 핑키
- 꾸러기 수비대 (KBS) - 찡찡이, 오로라 공주
- 디지몬 테이머즈 (KBS) - 은세나, 테리어몬, 곽소희
- 나나 (애니원) - 코우사카 유리
- 리리카 SOS (KBS) - 미미나 공주
- 명탐정 빠쎄 (KBS) - 미미
- 모모 (KBS) - 리비아
- 셀림의 선물 (KBS)
- 아기곰 루도빅 (KBS) - 루도빅
- 아장닷컴 (KBS) - 나나
- 요리왕 비룡 (KBS)
- 요리킹 조리킹 (KBS) - 메이
- 원피스 (KBS) - 카야, 알비다, 캐롤
- 천하무적 슈라트 (KBS) - 라크슈/ 항삼세명왕 트라이로우
- 태권왕 강태풍 (KBS) - 배지니
- 황금로봇 골드런 (KBS) - 피핀, 메텔, 나나

## 타사
- 소년탐정 김전일 (투니버스) - 아가사
- 붉은광탄 질리온 (투니버스) - 에이미 해리슨
- 웨딩피치 (투니버스) - 데이지
- 웨딩피치 DX (투니버스) - 데이지
- 천지무용 in Love (투니버스) - 사사미
- 캡틴 테일러 (투니버스) - 아젤린
- 트윈 시그널 (어린이TV) - 엄마
- 하얀마음 백구 (SBS) - 솔이

## 영화 애니메이션
- 둘리의 배낭여행 - 또치
- 이웃집 토토로 - 메이
- 토마스와 친구들: 잃어버린 왕관 - 밀리, 에밀리

## 영화
- 공작왕 (KBS) - 아수라(글로리아 입)
- 귀여운 여인 (KBS) - 호텔 직원(로렐르 메후스)
- 남자의 세계 (KBS)
- 남편이 어려졌어요 (KBS) - 레나 (티파니 이싱어)
- 나는 고백한다 (KBS) - 소녀 2 (르네 허든)
- 돈벼락 맞은 사나이 (KBS) - 에바젤린 (신시아 닉슨)
- 레인저 스카우트 (KBS)
- 레지던트 이블 (KBS) - 레드 퀸 (미카엘라 딕커)
- 로코 (KBS) - 키아라
- 백발마녀전 2 (KBS) - 우금 (만기문)
- 백 투 더 퓨처 (KBS) - 제니퍼 (엘리자베스 슈)
  - 백 투 더 퓨처 2 (KBS) - 제니퍼 (엘리자베스 슈), 여자 불량배 (다를렌 보겔)
  - 백 투 더 퓨처 3 (KBS) - 제니퍼 (엘리자베스 슈), 린다 (웬디 조 스퍼버)
- 브라더스 (KBS) - 나탈리아 (사라 유엘 베르너)
- 성룡의 미라클 (KBS)
- 세인트 엘모의 열정 (SBS)
- 쉬즈 올 댓 (KBS) - 맥켄지 사일러 (안나 파킨)
- 스텝맘 (KBS) - 안나 해리슨 (지나 말론)
- 어니스트: 유령 퇴치 작전(KBS) - 엘리자베스(쉐이 애스타)
- 엑시덴탈 스파이 (KBS)
- 영 건 2 (KBS)
- 용서받지 못한 자 (KBS) - 실키(베벌리 엘리어트)
- 왕의 춤 (KBS) - 줄리 (클레르 케임)
- 용행천하 (KBS) - 안나 (앤 리케츠)
- 음식남녀 (KBS) - 가령(왕위원)
- 정고전가 (KBS) - 바나나 (구숙정)
- 존 말코비치 되기 (KBS) - 앵무새
- 칠검 (KBS) - 육방 (장정초)
- 컨페션 (KBS)
- 파 프롬 헤븐 (KBS)
- 파 프롬 홈 (KBS)
- 패트리어트 (KBS)
- 펭 슈이 (KBS)
- 하얀 풍선 (SBS) - 라지에 (아이다 모하마드카니)
- 홀랜드 오퍼스 (KBS) - 로위나(장 루이자 켈리)

### 외화
- 스필버그의 어메이징 스토리 (KBS) - 슈로딩거
- 위기의 주부들 (KBS) - 줄리 메이어 (앤드리아 보언)
- 의천도룡기 (KBS) - 소초 (소미기)

### 방송
- 동화나라 꿈동산 (KBS)

## 같이 보기
- 한국방송 성우극회